# Jewa Wybornowa
Jewa Ihoriwna Wybornowa (ukr. Єва Ігорівна Виборнова; ur. 13 listopada 1974) – ukraińska szpadzistka, brązowa medalistka mistrzostw świata.
Podczas mistrzostw świata w La Chaux-de-Fonds w 1998 roku reprezentantki Ukrainy w składzie: Jewa Wybornowa, Wiktorija Titowa, Ałła Myroniuk i Anna Harina zdobyły brązowy medal w zawodach drużynowych. W tej samej konkurencji była też między innymi piąta na mistrzostwach świata w Hawanie w 2003 roku.
Wystartowała na igrzyskach olimpijskich w Atlancie w 1996 roku, gdzie w turnieju indywidualnym zajęła 23. miejsce. Był to jej jedyny start olimpijski.
Zdobyła srebrny medal w szpadzie indywidualnej na mistrzostwach Europy w Keszthely w 1995 roku. Na rozgrywanych trzy lata później mistrzostwach Europy w Płowdiwie zdobyła srebrny medal w zawodach drużynowych. Ponadto zdobyła też drużynowo brązowe medale na mistrzostwach Europy w Koblencji (2001), mistrzostwach Europy w Moskwie (2002) i mistrzostwach Europy w Zalaegerszeg (2005).